# Soisy-sur-École
Soisy-sur-École település Franciaországban, Essonne megyében. Lakosainak száma 1169 fő (2022. január 1.). Soisy-sur-École Nainville-les-Roches, Cély, Saint-Germain-sur-École, Saint-Sauveur-sur-École, Champcueil, Dannemois, Mondeville és Videlles községekkel határos.

## Népesség
A település népessége az elmúlt években az alábbi módon változott:
| Lakosok száma | 1367 | 1301 | 1288 | 1269 | 1276 | 1282 | 1245 | 1207 | 1169 |
|               | 2013 | 2015 | 2016 | 2017 | 2018 | 2019 | 2020 | 2021 | 2022 |